# Mykland
Mykland är en kyrkby i Frolands kommun i Agder fylke i södra Norge. Byn ligger vid fylkesväg 42. Här finns Myklands kyrka.
Byn utgjorde tidigare centralort i dåvarande Myklands kommun i Aust-Agder fylke.